# Kotly
Kotly (rusky Котлы, finsky a votsky Kattila) je vesnice a okres v Kingiseppském rajónu Leningradské oblasti v Rusku. Jedná se o jednu z nejstarších osad na území Kingiseppského rajónu. První zmínky o ní pod jménem Kattila pochází přibližně z roku 1500, kdy je součástí tzv. Votské pětiny. Původní obyvatelstvo vesnice tvořili Votové, kteří se později asimilovali s Rusy. Roku 1701 bylo území osvobozeno od švédské okupace a připadlo Rusku.
V Kotly, jakožto okresu, se nachází 44 obcí s 5 000 obyvateli převážně ruské, ižorské, finské nebo estonské národnosti.